# Владімір Барович
Владімір Барович (сербохорв. Vladimir Barović; нар. 7 листопада 1939, Баня-Лука — пом. 21 вересня 1991, острів Вис) — югославський військовик, контр-адмірал.

## Біографія
Народився Владімір Барович 7 листопада 1939 року в Баня-Луці. Батько — чорногорець, генерал Югославської народної армії (ЮНА), учасник Народно-визвольної війни в Югославії і перший комендант Приштини. Мати — словенка. Батько недовгий час обіймав пост коменданта Приштини, оскільки вважав способи боротьби проти албанців, що ховалися в лісах неприйнятними і виступав проти насильства, дотримуючись ідеології «братерства і єдності». Товариші по службі Владіміра Баровича писали: «Як говорить прислів'я, якщо гарне коріння, то і кожен аркуш добрий».
Барович з 1960 року служив на югославському флоті, отримавши звання контр-адмірала 22 грудня 1990 року і пост командира військово-морського району Пули. Раніше він керував військово-морським районом Которської затоки. Як командир гарнізону Пули, він провів переговори з представниками СР Хорватії, виступали за вихід країни з СФРЮ, і розраховував домогтися мирного виведення військових частин ЮНА з Пули. Він заявляв, що не потерпить жодних руйнувань до тих пір, поки є командиром морського сектора, і складе з себе всі повноваження, якщо отримає подібний наказ на застосування сили. Після зняття з посади командира військово-морського району Пули він був призначений командиром військового округу Спліта зі штаб-квартирою на острові Віс, змінивши на цій посаді адмірала Милі Кандича.
29 вересня 1991 року зі штаб-квартири ЮНА прийшов наказ відкрити вогонь по іншим військовим формуванням, які не підпорядковувалися ЮНА, але закріпилися в містах Далмації. Барович відмовився виконувати наказ, вважаючи його безчесним, і в того ж вечора застрелився. У своїй передсмертній записці Барович прямо заявив: «Я не хочу розпалювати війну проти братського хорватського народу», пояснивши це наступним чином: «Цей вчинок для мене — вчинок проти чорногорської честі, тому що чорногорці не можуть воювати і знищувати народ, який їм нічого поганого не зробив».
Владімір Барович похований у місті Херцег-Нові. 13 липня 2016 року нагороджений посмертно Орденом «За хоробрість» указом президента Чорногорії Філіпа Вуяновича з формулюванням «за виняткову хоробрість і самопожертву, виявлені в надзвичайно небезпечних ситуаціях у вигляді порятунку людських життів та матеріальних благ».

## Звання
- Підпоручик (1960)
- Капітан першого рангу (1982)
- Контр-адмірал (22 грудня 1990)[7][8]